# Споменица Светоандрејске скупштине 1858.
Споменица Светоандрејске скупштине 1858. прва медаља која је издата у Кнежевини Србији. Издата је на личну иницијативу кнеза Милоша Обреновића, после Светоандрејеске скупштинекада је кнез Александар Карађорђевић збачен, а Милош, после 20 година изгнанства, поново доведен на власт у Кнежевини Србији.

## Историјат
Послије Тенкине завјере, кнез Александар се нашао у безизлазну положају. Против кнеза су били најистакнутији политичари уставобранитељског режима Тома Вучић Перишић и Илија Гарашанин, све бројнији обреновићевци, а такође Друго француско царство, Руска Империја и Османско царство због његове аустрофилске
политике. Противници су му биле сељачке масе и тек стасали, али утјецајни либерали. Удружена опозиција одлучила је искористити (не)расположење јавности и сазвала Народну скупштину која се није састала већ десет година. Скупштина је почела 30. новембра 1858. године, успркос противљењу кнеза; за њезина предсједника изабран је конзервативац Миша Анастасијевић, за потпредсједника обреновићевац Стевча Михаиловић, а за секретаре су изабрани либерали Јеврем Грујић и Јован Илић. Најприје су либерали предложили закон о Скупштини, према којем би она имала
нека законодавна права, право доношења буџета и контролу над радом министара. Закону се одупро Гарашанин, па су либерали и обреновићевци морали усклађивати текст који је одобрио Савјет као врховно законодавно тијело. То је био само увод у главну тему. На иницијативу конзервативаца, који су 10. децембра поставили питање даљње судбине Александра Карађорђевића, Скупштина је одлучила затражити кнежеву оставку. Обавијештен о одлуци Скупштине Александар је прво узео рок за размишљање од 24 сата, а затим је, увидјевши да му нема помоћи, побјегао у Београд турскому паши. Скупштина је сутрадан. 12. децембра 1858, службено прогласила да је Александар збачен, а за кнеза је изабран стари Милош Обреновић. Како је Милош боравио ван Србије, Скупштина је покушала себе прогласити намјесником до кнежева повратка, али се томе оштро супротставио Гарашанин који се противио и Милошеву избору. Скупштина је промијенила одлуку и одређено је трочлано намјесништво у саставу: Илија Гарашанин, Стевча Михаиловић и Јевтимије Угричић. Закашњели покушај војске и неких савјетника да врате Александра пропао је, а Порта је потврдила избор Милоша Обреновића. Стари је кнез у свом познатом стилу одбио намјесништво изабрано на Скупштини и одредио Стевчу Михаиловића за свог заступника. Послије Милошевог избора. Скупштина названа Светоандрејском по празнику Светог Андреја Првозваног на чији је дан сазвана, засједала је још око мјесец дана и рјешавала низ посланичких и друштвених захтјева.

## Споменица
У спомен на Светоандрејску скупштину и повратак Милоша Обреновића на власт искована су прва српска одликовања: медаља с кнежевим ликом и златни крст. Дана 27. јуна (9. јула) 1859. кнез Милош је упутио Савјету писмо овог садржаја:
| „ | "Совјету Књажевстваа Србског. Његова Светлост да би овековечила спомен на Свет. Андрејску Народну скупштину, и депутирцима исте дала знак какав свог благоволења, изволила је заповедити те су за депутирце грађанског реда сребрне медаље начињене, а за депутирце духовног реда златни крстови. За исплату медаља и крстова ови потребна је сума од 750 ц. дук., и зато се представничество књажеско, по налогу Његове Светлости, обраћа Совјету да би изволио решити да се ова сума на означену потребу из касе правитељствене и да. V. No. 3090 27 јунија 1859. год у Београду. Књажескии Представник Попечитељ Иностр. Дјела, Полковник, Каваљер Цв(етко) Раиовић Началник одјеленија, Милоје Лешјанин" | ” |

У недостатку правог законског акта о оснивању одликовања ово писмо је драгоцјен документ. Кнез Милош обавјештава Савјет о цијени израде споменица и уједно налаже Савјету да из благајне министарства достави
потребна новчана средства. У писму су наведени намјена и начин додјељивања споменица. Медаљу су добијали свјетовни посланици (депутирци) Светоандрејске скупштине, а крст свештенство. Број награђених посланика познат је захваљујући сачуваној архивској грађи, из које се види да је љета 1859. подијељено укупно 436 диплома за медаље и крстове. На сачуваним дипломама о одликовањима Споменицом Светоандрејске скупштине налази се датум 1. мај 1859. (по јулијанском календару). Пошто дипломе нису додијељене прије одликовања, тај датум означава дан утемељења спомен-медаље и крста. Тај датум је прије резултат Милошеве самовоље него законског оснивања који вјеројатно није ни спроведен. На исти су начин осниване и црногорске медаље, што говори о менталитету и степену развоја друштава у којима су настале. Једини сачувани примјерак крста кованог од злата налази се у Музеју града Београда.
Није познато да ли су боје траке за медаљу и крст прописане. Споменица Светоандрејске скупштине није сигнирана, тако да се дуго времена није знало ни ко је њезин аутор ни гдје је израђена. Недостатак правих података навео је неке ауторе да споменицу припишу најпознатијем српском литографу, фотографу и медаљеру Анастасу Јовановићу (1817-1899.).  У прилог овој тези иде чињеница да је Јовановић 1865. године поклонио Народном музеју челични калуп у којме су медаље изливене. Захвалница музеја у вези овог поклона остала је забележена у Српским новинама (20. новембар)/4. децембар 1865): „Господин Настас Јовановuћ, управитељ кнежевог двора поклања музеју у челику резане штанце за печатање медаље за спомен свето-андрејске скупштине.” Међутим, калуп за израду Споменице Светоандрејске скупштине 1858. налази се у Збирци калупа бечке државне ковнице и објављен је у њиховом каталогу. У каталогу је споменица детаљно описана, а као њезин аутор наводи се чувени аустријски вајар и медаљер Карл Радницки (1819 - 1901), професор на бечкој Академији ликовних умјетности.

### Медаља
Медаља је кована од сребра и бронзе: пречника је 30-31 мм. На лицу је кнежево попрсје у свечаном одијелу украшеном токама и ордењем. Кнез је приказан реалистично, у десном полупрофилу. Кнежево попрсје уоквирује
при дну медаље српски грб са полувијенцем од храстове и ловорове гранчице. Уоколо, уз руб је натпис: МИЛОШЪ ОБРЕНОВИЋЪ ПРВЬІЙ КНЯЗЪ СРБСКІЙ (Милош Обреновић први књаз српски). На наличју је натпис у шест редова: СВЕТО-/АНДРЕЙСКА/СКУПШТИНА/ 1858 / 3А ПРИВРЖЕНОСТЬ (Свето-Андрејска скупштина /1858/за приврженост).

### Крст
Крст је далеко боље израде, па се вјерује да га је радио бечки мајстор. Од кованог је злата (златни лим) и тамноплавог емајла. Византијског је типа, са зарезаним угловима на сва четири крака и димензија 45Х55 мм. Оивичен је са обе стране траком од тамноплавог емајла, док је остала површина, мрежасти рељеф и исписани текст. Тежине је 13.5 грама. Кракови завршавају куглицама, а горњи крак ушицом кроз коју је провучена дугуљаста карика за траку. На лицу је натпис: М.О.І / СВ. / АНДРЕЈ./СКУПЩТИНА / 1858. а на наличју: 3А  /ПРИВРЖЕНОСТЬ.ц У доњем краку наличја је Андрејин крст. Крст носи бечке ознаке за чистоћу злата. Крстови су додијељени и уручени у Крагујевцу 1859. у време трајања Малогоспојинске народне скупштине, од 10. до 24. септембра, за свештена лица која су били депутати на Светоандрејској скупштини, а њих је било 58.